# 탄자니아의 국장

탄자니아의 국장

탄자니아의 국장은 탄자니아를 상징하는 문장이다. 국장 가운데에는 네 개의 작은 공간으로 나뉜 방패가 그려져 있다.
방패의 첫 번째 공간에는 금색 바탕에 타오르는 횃불이 그려져 있으며 두 번째 공간에는 탄자니아의 국기 문양이 그려져 있다. 금색은 탄자니아의 광물을, 횃불은 자유, 계몽, 지식을 의미한다.
방패의 세 번째 공간에는 빨간색 바탕에 엇갈린 채로 놓여 있는 도끼와 괭이, 창이 그려져 있으며 네 번째 공간에는 파란색과 하얀색 두 가지 색으로 구성된 물결 무늬가 그려져 있다.
빨간색은 아프리카의 풍요로운 땅을, 창은 자유를 수호한다는 것을 의미하며 도끼와 괭이는 탄자니아의 국민들이 나라를 발전시킨다는 것을 의미한다. 물결 무늬는 탄자니아의 육지, 바다, 호수, 해안선을 의미한다.
방패 아래쪽에는 킬리만자로 산이 그려져 있으며 방패 양쪽에는 코끼리의 엄니가 그려져 있다. 엄니 왼쪽에는 남자가, 오른쪽에는 여자가 감싸고 있다.
남자의 발밑에는 정향나무의 덤불이, 여자의 발밑에는 목화의 덤불이 장식되어 있는데 이는 협동을 의미한다.
국장 아래쪽에 있는 리본에는 탄자니아의 나라 표어인 "자유와 통일"("Uhuru na Umoja")이 스와힐리어로 쓰여 있다.

## 그 외 국장

잔지바르의 문장

## 역대 국장

탕가니카의 국장
잔지바르 술탄국의 문장